# MacCready Gossamer Penguin
Gossamer Penguin byl experimentální letoun poháněný solární energií zkonstruovaný Paulem MacCreadym ve společnosti AeroVironment.
Vycházel z typu Gossamer Albatross II zmenšeného ve tříčtvrtinovém měřítku, s rozpětím 21,64 m (71 stop) a prázdnou hmotností 31 kg (68 liber). Pohon zajišťoval elektromotor na stejnosměrný proud Astro-40 od společnosti AstroFlight, napájený solárním panelem o výkonu 541 W skládajícím se z 3 920 solárních článků.
Počáteční letové zkoušky probíhaly s energií dodávanou z baterie tvořené 28 niklokadmiovými články namísto solárního panelu. Testovacím pilotem při nich byl MacReadyho tehdy třináctiletý syn Marshall, vážící 36 kg (80 lb).
Oficiálním zkušebním pilotem projektu byla Janice Brown, držitelka pilotních oprávnění pro komerční letectví, let podle přístrojů a pilotáž kluzáků, vážící mírně pod 45 kg (100 lb). Po přibližně 40 zkušebních letech s Penguinem jej předvedla při veřejné ukázce 7. srpna 1980 během letu v délce 3,14 km (1,95 míle) v Drydenově leteckém výzkumném středisku NASA.

## Specifikace
Údaje dle

### Technické údaje
- Osádka: 1
- Délka:
- Rozpětí křídel: 21,64 m (71 stop)
- Nosná plocha: 27,6 m² (297 čtverečních stop)
- Výška:
- Prázdná hmotnost: 30,8 kg (68 lb)
- Vzletová hmotnost:
- Palivová kapacita: 28 × niklo-kadmiových (NiCad) článků velikosti „D“ nebo 3 920 solárních článků
- Pohonná jednotka: 1 × elektromotor AstroFlight Astro-40 na stejnosměrný proud, redukční poměr 133:1
- Výkon pohonné jednotky: